# Переступити межу (фільм, 1970)
Переступити межу (англ. I Walk the Line) — американський фільм 1970 року.

## Сюжет
Тейвіс, шериф з невеликого міста в штаті Теннессі, закохується в неповнолітню Альму. Батько дівчини, Карл МакКейн, жене самогон під час «сухого закону», і шериф долучається до цієї нелегальної діяльності, стежачи за тим, щоб його підлеглі і федеральні агенти не потикатися у справи самогонника. Але ця налагоджена робота руйнується, коли заступник шерифа Ханнікатт випадково натикається на «виробництво».

## У ролях
| Актор              | Роль             |
| ------------------ | ---------------- |
| Грегорі Пек        | шериф Тейвіс     |
| Тьюзді Велд        | Алма Маккейн     |
| Естель Парсонс     | Еллен Хейні      |
| Ральф Мікер        | Карл Маккейн     |
| Лонні Чепмен       | Баскомб          |
| Чарльз Дернінг     | Ханнікатт        |
| Джефф Далтон       | Клей Маккейн     |
| Фредді МакКлауд    | Бадді Маккейн    |
| Джейн Роуз         | Елсі             |
| Дж.С. Еванс        | дідусь Тейвіс    |
| Маргарет А. Морріс | Сібіл            |
| Білл Літтлтон      | Поллард          |
| Лео Йетс           | Фогель           |
| Нора Денні         | Дарлін Ханнікатт |